# جوشوا مورو
جوشوا مورو (بالإنجليزية: Joshua Morrow)‏ (و. 1974  م) هو ممثل، ولاعب بوكر، وممثل تلفزي أمريكي، ولد في جونو، ألاسكا.

## التعليم
تعلم في Moorpark College ‏
.

## وصلات خارجية
- جوشوا مورو على موقع IMDb (الإنجليزية)
- جوشوا مورو على موقع ألو سيني (الفرنسية)
- جوشوا مورو على موقع أول موفي (الإنجليزية)
- جوشوا مورو على موقع إن إن دي بي (الإنجليزية)
- جوشوا مورو على موقع قاعدة بيانات الفيلم (الإنجليزية)
- جوشوا مورو على موقع كينوبويسك (الروسية)